# MBT-70

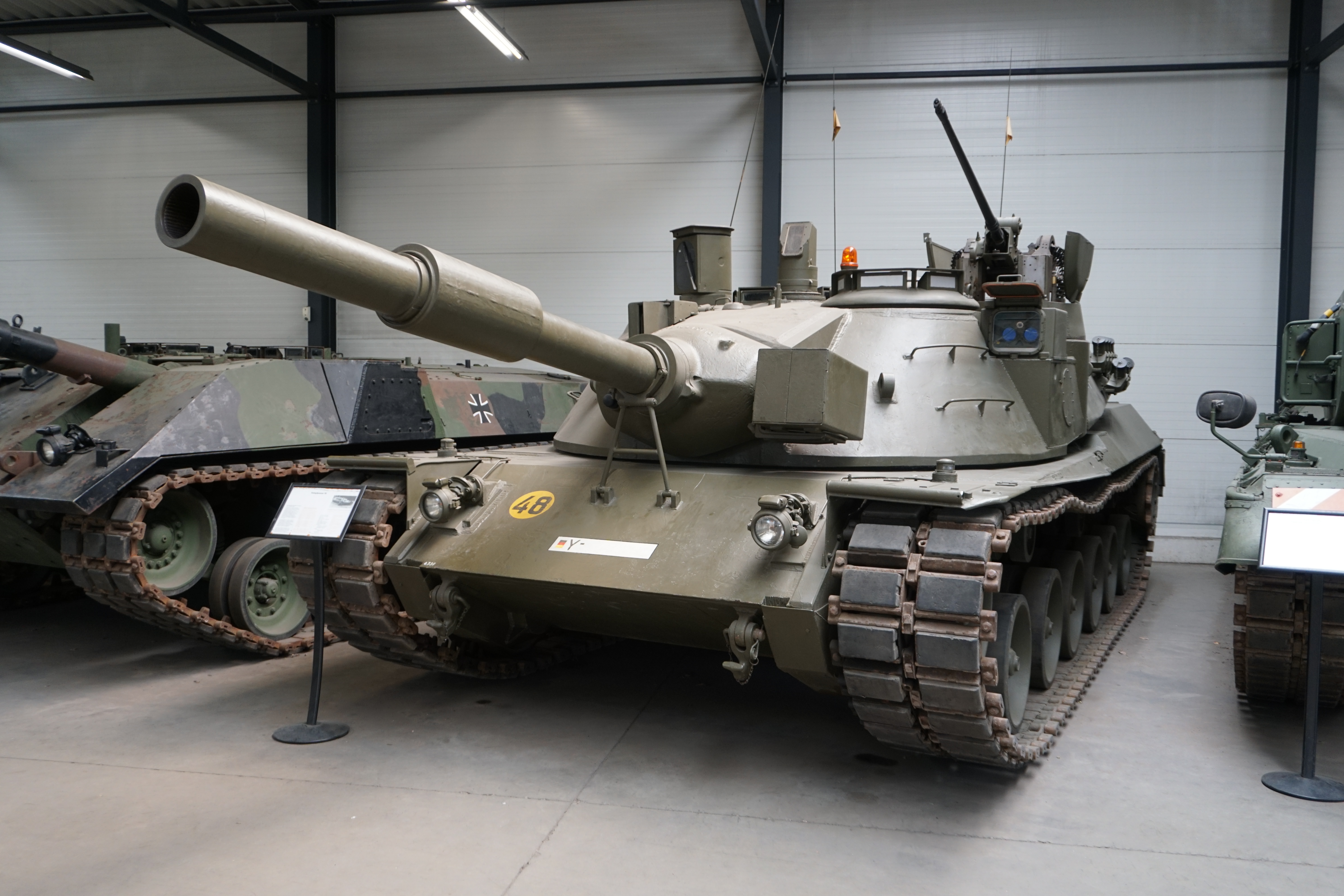
MBT-70

MBT-70(독일어: KPz 70 또는 KpfPz 70)은 1960년대에 새로운 주력전차를 개발하기 위한 미국-서독 공동 프로젝트였다.
MBT-70은 냉전 시대에 미국과 서독이 바르샤바 조약을 위해 소련이 개발한 차세대 전차에 대응하기 위해 개발했다. 새로운 전차는 새롭게 개발된 "무릎을 꿇는" 수압식 현가장치와 대형 포탑에 전체 승무원을 수용하는 등 다양한 첨단 기능을 탑재할 예정이었고, 재래식 탄약과 탄약을 모두 사용할 수 있는 152mm XM150 포/발사 장치로 무장했다.
이 계획은 프로젝트에 참여하는 미국 팀과 서독 팀 간의 의사소통 및 조정 부족을 포함하여 처음부터 심각한 문제에 직면했다. 미 육군과 독일 연방군은 서로 다른 요구 사항을 가지고 있었는데, 이는 서로 일치하지 않았고 프로젝트가 너무 많이 진행되어 변경할 수 없을 때까지 해결되지 않았다.
1960년대 후반까지 MBT-70 개발 예산이 너무 초과되어 서독은 1969년에 이 프로젝트에서 철수했다. 미국은 프로그램이 종료된 1971년까지 MBT-70(XM803으로 분리) 개발을 계속했다. MBT-70 프로젝트의 자금과 기술이 M1 에이브럼스 개발로 전환되면서 마침내 취소되었다. 서독은 새로운 주력 전차로 레오파르트 2를 독자적으로 개발했다.

## 디자인
MBT-70의 많은 기능은 시대를 앞서갔다. 차량은 무게가 45톤(50숏톤)임에도 불구하고 빠른 크로스컨트리 속도를 허용하는 첨단 수압식 서스펜션 시스템을 사용했다. 서스펜션은 운전자의 명령에 따라 올리거나 내릴 수 있으며 탱크 바닥을 지상에서 4인치(100mm) 바로 위에 놓거나 크로스컨트리 달리기의 경우 최대 28인치(710mm)까지 낮출 수 있다.
MBT-70은 지금까지 제작된 전차 중 가장 높은 전차 중 하나인 M60과 달리 낮은 실루엣으로 설계되었다. MBT-70은 바닥에서 포탑 지붕까지 1.8m(6피트)가 조금 넘는 매우 낮은 위치에 있었다. 이로 인해 차체에 조종수를 위한 공간이 남지 않아 운전자를 포탑으로 옮겨야 했다. 그는 회전하도록 설계된 큐폴라에 위치하여 포탑이 회전하더라도 항상 같은 방향을 바라보고 있었다. 그는 또한 큐폴라를 회전시켜 탱크를 전속력으로 뒤로 움직일 수 있었다.
미국 버전은 새로 개발된 1,470마력(1,100kW)의 컨티넨탈 AVCR 공랭식 V-12 디젤 엔진을 탑재할 예정이었다. 독일 버전은 원래 유사한 다임러-벤츠 모델을 사용했지만 나중에 1,500마력(1,100kW)의 MTU 설계로 전환되었다. MTU 장치는 구동렬과 함께 15분 만에 탱크에서 쉽게 교체할 수 있다. 두 버전 모두 엔진에서 시속 43마일(69km/h)에 도달할 수 있었던 반면, T-62의 경우 시속 31.06마일(49.99km/h)에 도달했다.

## 같이 보기
- VT 전차
- MBT-80
- 레오파르트 2
- M1 에이브럼스